# Maneaters Are Loose!
Maneaters Are Loose! è un film per la televisione statunitense del 1978 diretto da Timothy Galfas.
È un film drammatico su un suicida che libera due feroci tigri del Bengala con protagonisti Tom Skerritt, Steve Forrest e G.D. Spradlin. È basato su un romanzo di Tom Willis.

## Produzione
Il film, diretto da Timothy Galfas su una sceneggiatura di Robert W. Lenski con il soggetto di Ted Willis (autore del romanzo), fu prodotto da Bill Finnegan per la CBS Entertainment Production tramite la Mona Productions e la Finnegan Productions e girato a Stockton in California.

## Distribuzione
Il film fu trasmesso negli Stati Uniti il 3 maggio 1978 sulla rete televisiva CBS. È stato poi distribuito negli Stati Uniti in DVD nel 2007 dalla WildEye Releasing.

## Promozione
La tagline è: "Snarling Carnivores Unleashed on Suburbia".